# Надия (Добропольский район)
Нади́я (укр. Надія, до 2016 г. — Артёма) — село на Украине, находится в Добропольском районе Донецкой области.
Код КОАТУУ — 1422084402. Население по переписи 2001 года составляет 86 человек. Почтовый индекс — 85030. Телефонный код — 6277.

## Персоналии
- Винс, Яков Яковлевич — основатель села Надия.
- Винс, Иоганн Яковлевич — помещик.

## Адрес местного совета
85030, Донецкая область, Добропольский р-н, с. Криворожье, ул. Советская, 101, 9-51-86